# 劉休若
劉 休若（りゅう きゅうじゃく、元嘉25年（448年）- 泰始7年7月7日（471年8月8日））は、南朝宋の皇族。巴陵哀王。文帝劉義隆の十九男。

## 経歴
文帝と羅美人のあいだの子として生まれた。孝建3年（456年）1月、巴陵王に封じられた。大明2年（458年）、冠軍将軍・南琅邪臨淮二郡太守となった。南彭城下邳二郡太守に転じた。大明4年（460年）3月、都督徐州諸軍事・徐州刺史として出向した。大明5年（461年）、建康に召還されて散騎常侍・左右郎将・呉興郡太守となった。また召還されて散騎常侍・太常となった。永光元年（465年）、左衛将軍の号を受けた。
同年（泰始元年）12月、散騎常侍・中書令に転じ、衛尉を兼ねた。泰始2年（466年）1月、鎮東将軍の号を受けた。使持節・都督会稽東陽永嘉臨海新安五郡諸軍事として出向し、安東将軍・会稽郡太守を兼ねて、明帝即位に反対する東方の諸勢力を討った。2月、散騎常侍の位を加えられ、衛将軍の号を受けた。9月、梁雍南北秦四州荊州之竟陵隨二郡諸軍事・寧蛮校尉・雍州刺史に任じられた。
会稽にいたときに賄賂を受け、母の喪中に声楽と飲酒を楽しんでいたことを咎められ、泰始3年（467年）1月に鎮西将軍に降格された。まもなく衛将軍にもどされた。7月、薛安都の子の薛伯令が雍州4郡に拠ると、休若はこれを討って斬った。泰始4年（468年）1月、典籤の夏宝期を投獄して殺したことが明帝の怒りを買い、左将軍に降格され、使持節・都督を監と改められ、雍州刺史は正式の任から代行に格下げされ、封500戸を削減された。5月、使持節・都督湘州諸軍事・行湘州刺史として出向した。泰始5年（469年）6月、征南将軍・湘州刺史となった。閏月、都督荊湘雍益梁寧南北秦八州諸軍事・征西将軍・荊州刺史に転じた。まもなく散騎常侍の位を加えられた。
泰始7年（471年）2月、征西大将軍・開府儀同三司の位を受けた。晋平王劉休祐が殺害されると、休若が代わって都督南徐南兗徐兗青冀六州諸軍事・征北大将軍・南徐州刺史に任じられた。劉休祐の旧部下や中兵参軍の王敬先らが休若に湖北・湖南地方での自立を勧め、休若はこれにうなずいた。6月、都督江郢司広交五州豫州之西陽新蔡晋熙湘州之始興四郡諸軍事・車騎大将軍・江州刺史に転じた。建康に召還され、7月7日に邸において死を賜った。享年は24。侍中・司空の位を追贈された。
子に劉沖始があり、廬江王劉禕の後を嗣いだ。

## 伝記資料
- 『宋書』巻72 列伝第32
- 『南史』巻14 列伝第4